# Passais Villages
Passais Villages is een gemeente in het Franse departement Orne (regio Normandië). De plaats maakt deel uit van het arrondissement Alençon. Passais Villages is op 1 januari 2016 ontstaan door de fusie van de gemeenten L'Épinay-le-Comte, Passais en Saint-Siméon. De gemeente telde 1.159 inwoners op 1 januari 2022.

## Geografie
De oppervlakte van Passais Villages bedroeg op 1 januari 2022 42,36 vierkante kilometer; de bevolkingsdichtheid was toen 27,4 inwoners per km².

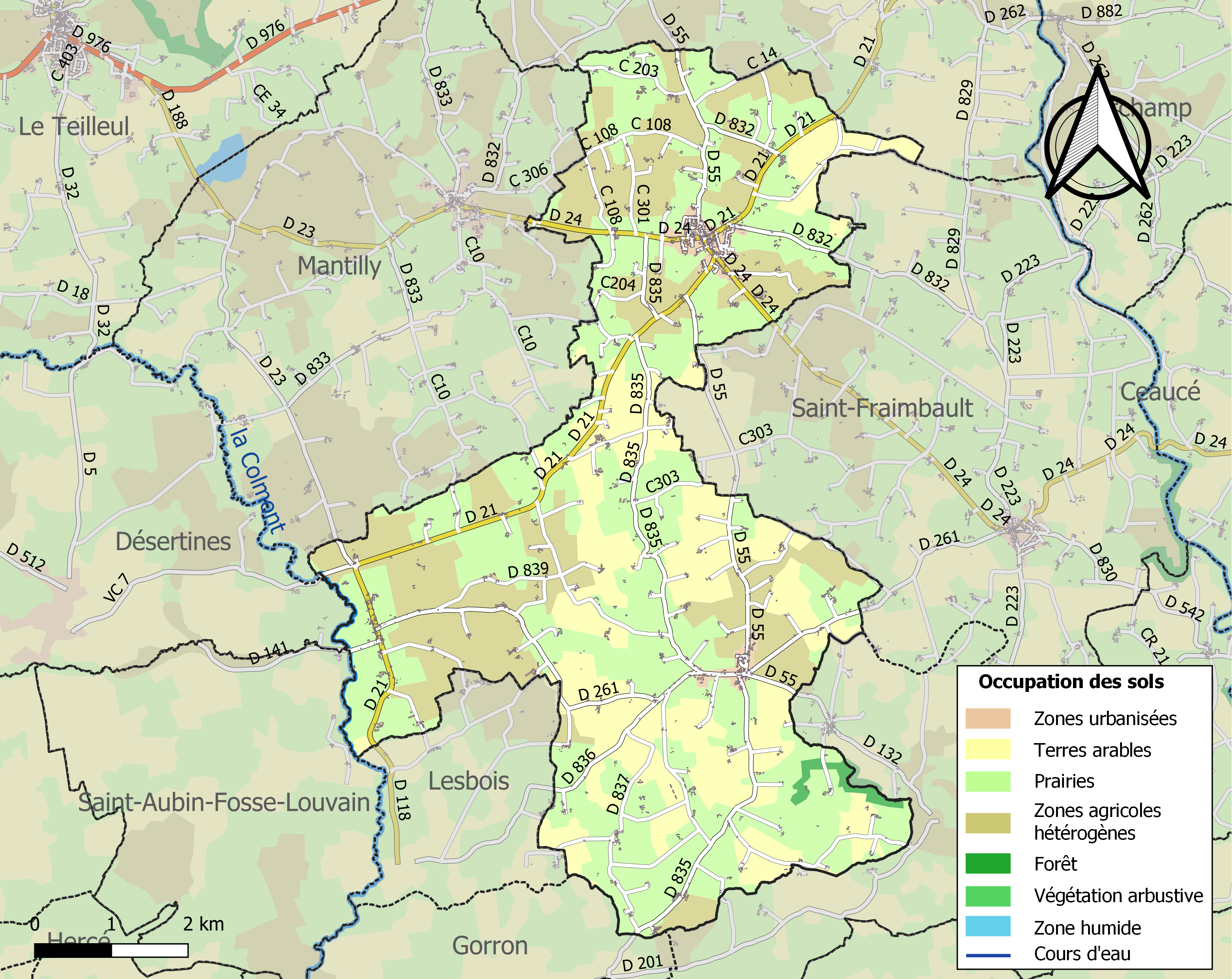
Kaart van de gemeente met belangrijkste infrastructuur, bodemgebruik en omliggende gemeenten